# Leidsegracht
Le Leidsegracht (« canal de Leyde » en néerlandais) est un canal secondaire situé dans l'arrondissement Centrum de la ville d'Amsterdam aux Pays-Bas. Il permet de relier le Prinsengracht, le Herengracht et le Keizersgracht en plein cœur du Grachtengordel, et débouche dans le Singelgracht au niveau de Marnixstraat.
Il fut conçu dans le cadre du troisième plan d'expansion de la ville d'Amsterdam, et marquait la frontière entre les sections creusées durant la première et la seconde phase de la construction du Grachtengordel. Entre 1615 et 1658, il constituait en outre la frontière sud de la ville. Il prit le nom de Leidsegracht en 1658, en référence à la ville de Leyde.
L'ingénieur en hydraulique, gouverneur et homme d'État néerlandais Cornelis Lely naquit au 39 Leidsegracht.